# 天成 (梁)
天成（てんせい）は、南北朝時代の南朝梁において蕭淵明の治世に使用された元号。555年。

## 出来事
- 元年5月：蕭淵明が承聖4年から改元した。
- 元年7月：王僧弁が蕭淵明を建康に受け入れ、天成改元を認めた。
- 元年9月：陳霸先が王僧弁を討ち、蕭方智が擁立された。
- 元年10月：紹泰と改元された。

## 西暦・干支との対照表
| 天成 | 元年  |
| 西暦 | 555年 |
| 干支 | 乙亥  |